# Senhor Roubado (Metro de Lisboa)
Senhor Roubado es una estación del Metro de Lisboa. Se sitúa en una zona de transición entre los municipios de Lisboa y Odivelas, entre las estaciones de Odivelas y Ameixoeira de la Línea Amarilla. Fue inaugurada el 27 de marzo de 2004 junto con las estaciones de Odivelas, Ameixoeira, Lumiar y Quinta das Conchas, en el ámbito de la expansión de esta línea a la zona de Odivelas, ya fuera de los límites de jurisdicción de la ciudad de Lisboa.
Esta estación se ubica entre la Rua do Senhor Roubado, junto a la confluencia con la Rua Pedro Álvares Cabral. El proyecto arquitectónico es de la autoría del arquitecto Manuel Bastos y las intervenciones plásticas del artista plástico Pedro Croft. A semejanza de las estaciones más recientes, está equipada para poder atender a pasajeros con movilidad reducida; varios ascensores facilitan el acceso al andén.